# Bang, Bang

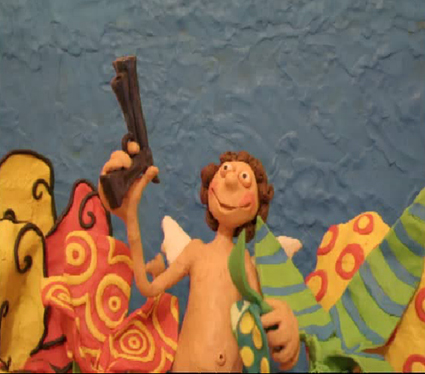
Jedno z ujęć z teledysku autorstwa Moniki Kuczynieckiej

Bang, Bang – singel zespołu Voo Voo promujący płytę 21. Na albumie zamieszczono zarówno piosenkę, jak i teledysk do niej.

## Historia powstania
Tytuł tego utworu jest żartobliwym nawiązaniem do powodu dla którego utwór powstał. W rzeczywistości dźwiękonaśladowcze „Bang” w tytule utworu sugerujące (również w teledysku) wystrzał z rewolweru jest nawiązaniem do słowa „bank”, ponieważ utwór ten powstał jako ścieżka dźwiękowa do reklamy banku Dominet (wydany na singlu Kieszenie pełne słońca).

## Twórcy
Autorem słów i kompozytorem utworu jest Wojciech Waglewski.
Autorem teledysku jest Monika Kuczyniecka.

## Lista utworów
| 1. | "Bang, Bang" | 2:06  |
|    |              |       |
|    |              | 02:06 |
|    |              |       |